# Озеряны (Бобровицкий район)
Озеря́ны (укр. Озеряни) — село в Нежинском районе Черниговской области (Украина) на берегу реки Недра. Входит в состав Бобровицкой городской общины. Расположено в 9 км к юго-востоку от центра города Бобровица. Возле села находится урочище (бывшее село) Тарасовка.
Средняя высота населённого пункта — 129 м над уровнем моря. Находится в зоне умеренно континентального климата.
Впервые упоминается в 1932 году. Население составляет 629 жителей (2006 год). Плотность населения — 199,11 чел/кв.км. Национальный состав представлен преимущественно украинцами, конфессиональный состав — христианами. До 2020 года село было в составе упразднённого Бобровицкого района.

## Известные уроженцы
- Андрей (Сухенко) (в миру Евгений Александрович Сухенко) родился в Озерянах в 1900 году — архиепископ, деятель Русской православной церкви.
- Валентин Назарович Борисенко (1929—1990) — украинский советский скульптор, профессор, ректор Львовского института декоративно-прикладного искусства и Киевского художественного института, лауреат Государственной премии УССР им. Т. Г. Шевченко.
- Валентин Данилович Бернадский (1917—2011) — художник, один из основателей современной крымской живописной школы, лауреат Государственной премии Автономной Республики Крым.